# Виділова дівоча школа ім. Т. Шевченка
Виділова дівоча школа ім. Т. Шевченка — перший український приватний навчальний заклад у Львові.

## Історія
Попри нагальний суспільний запит, станом на кінець XIX ст. в Королівстві Галичини і Володимирії не було жодної україномовної жіночої школи. Вирішенням цього питання зайнялось засноване в 1881 р. Руське педагогічне товариство, яке взяло собі на мету закласти основи творення українського приватного шкільництва:
|               | Беручися за таку важку річ, як творення приватного шкільництва, треба було сягнути до основ, класти перші підвалини там, де не було нічого. Уважаючи матір основою родини, треба було ту основу відповідно підготовити, треба було піти назустріч не тільки бажанням жіноцтва, але й потребі народу: дати українській жінці рідне виховання й освіту, треба було рахувати не на самих вибраних жінок, які мали охоту й спромогу користати з вищих студій, але підготовляти жіночу масу |
| — Лев Ясінчук | |

У вересні 1898 р. розпочалось навчання в першому класі, який складався з 32 учнів. Через обмежені спроможності перший збір викладачів працював на безоплатній основі, а саме: І. Огоновський, О. Роздольський, М. Білецька, Т. Огоновська, О. Кулачковська, О. Барвінська-Бачинська, О. Паньківська, о. Д. Лопатинський, на чолі з директором Академічної гімназії Е. Харкевичем. Матеріальну і фінансову допомогу навчальній установі надали різні громадські товариства («Дністер», «Просвіта», «Народна торгівля», «Руська бесіда» та ін.), а також окремі меценати. Регулярною стала допомога Наукового товариства ім. Шевченка в рамках співпраці співпраці з педагогічним товариством. Представники школи звертались до НТШ по фінансову допомогу для бідних учениць, а також при формуванні книжкового зібрання.
Школа швидко стала дуже популярною серед українського галицького жіноцтва, і до 1903 р. стала п'ятикласним навчальним закладом для понад 170 учениць. Того ж 1903 р. року Міністерство віросповідань і освіти надало школі «право прилюдности», а також при ній було засновано учительську семінарію.
Першопочатково розміщувалась в орендованих приміщеннях, але у 1909 р. українська громада у Львові спромоглась придбати для неї власний будинок на вул. Мохнацього, 12.
У 1921/1922 навчальному році школа була перетворена на семикласний навчальний заклад із дев'ятьма відділами. Тоді ж середня щорічна кількість учениць вже становила 230—250, а в 1921/1922 та 1922/1923 навчальних роках навіть досягала кількості відповідно у 334 і 335 учениць.

## Директори
- Едвард Харкевич (1898–?)
- Михайло Коцюба (1903—1909)
- Андрій Алиськевич (1909)
- Остап Макарушка (1910–?)